# مقاطعة رولنز (كانساس)
مقاطعة رولنز (بالإنجليزية: Rawlins County)‏ هي إحدى المقاطعات في ولاية كانساس، الولايات المتحدة الأمريكية.